# Chiesa di San Siro (Grandola ed Uniti)
La Chiesa di San Siro anche nota come Chiesa dei Santi Siro e Margherita, si trova a Grandola ed Uniti in località Codogna, in provincia e diocesi di Como.

## Storia
La chiesa, fondata nel XIV secolo ha subito profonde trasformazioni tra il Seicento e Settecento.
La piccola chiesetta di San Siro, fu eletta a parrocchia dei Santi Siro e Margherita nel 1487; successivamente la piccola struttura fu ampliata tra il 1658 al 1705.

## Architettura
La chiesa è costituita da un'unica navata con cappelle laterali e presbiterio quadrangolare. La facciata è caratterizzata da un portale in pietra con uno stemma centrale recante la data 1744; sull'architrave del portale laterale è incisa la data 1738.
L'altare principale, ligneo, dorato e riccamente decorato di statuette, ricorda molto l'altare della chiesa di San Giovanni a Bellagio. In alto, nella volta del coro sono rappresentati i quattro Evangelisti con san Siro in ascensione nella lunetta centrale. 
Dietro al coro sono dipinti i principali eventi della vita di Santa Margherita: Santa Margherita con il dragone, il martirio di Santa Margherita e l'ascesa al cielo di Santa Margherita.
Davanti al coro è collocata la statua di San Siro con i profeti Isaia e Geremia. I decori delle quattro cappelle laterali furono terminati nel 1638.
Lungo la navata centrale sono presenti sei altari laterali, i tre di destra sono dedicati alla Vergine Maria, alla Crocefissione e al transito di San Giuseppe. I tre di sinistra sono dedicati a Sant'Antonio da Padova con il Bambino, alle sante Orsola e Margherita e alla Beata Vergine Addolorata.
Attiguo alla chiesa è presente l'oratorio dei Confratelli dedicato a San Giovanni Nepomuceno.
Da notare anche l'organo fabbricato nel 1811.